# Liste der diplomatischen Vertretungen in Guinea-Bissau

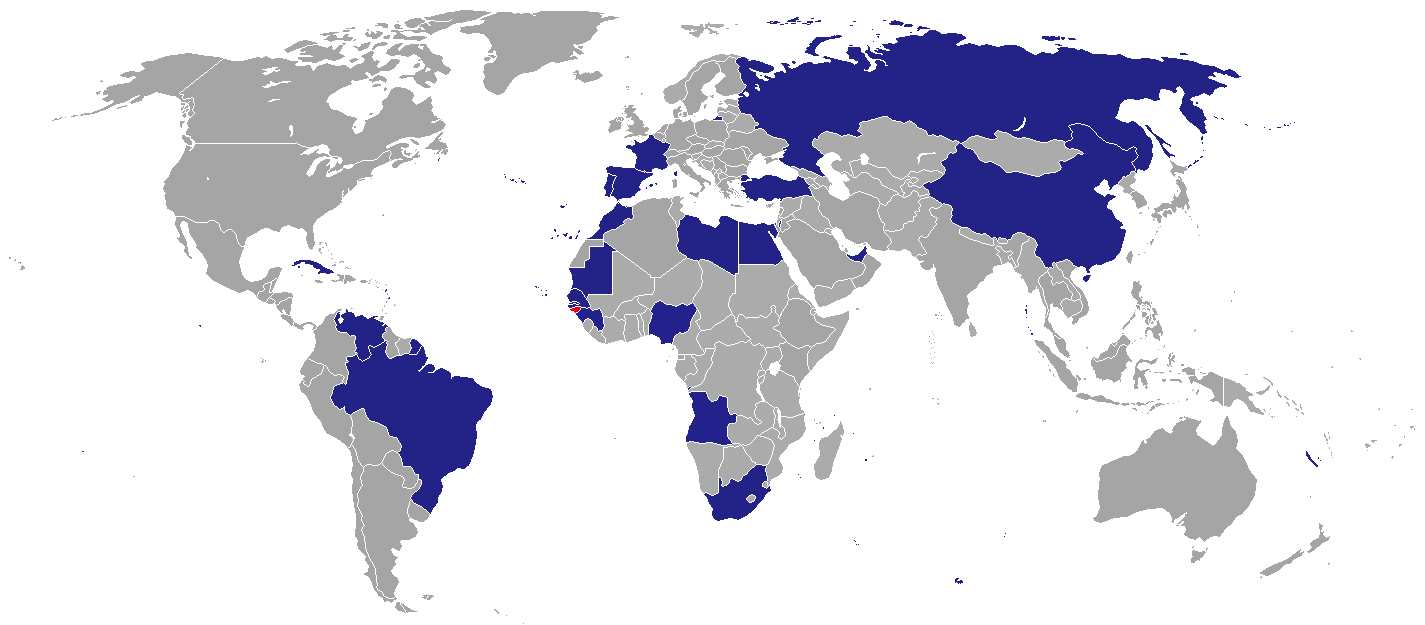
Staaten mit einer Botschaft in Guinea-Bissau

Die Liste der diplomatischen Vertretungen in Guinea-Bissau führt Botschaften und Konsulate auf, die im afrikanischen Staat Guinea-Bissau eingerichtet sind (Stand 2019).

## Botschaften in Bissau
15 Botschaften sind in der Hauptstadt Guinea-Bissaus eingerichtet (Stand 2019).

### Staaten
| - Angola: Botschaft - Brasilien: Botschaft - Frankreich: Botschaft - Gambia: Botschaft - Guinea: Botschaft - Kuba: Botschaft - Libyen: Botschaft - Nigeria: Botschaft |  | - Palästina: Botschaft - Portugal: Botschaft - Russland: Botschaft - Senegal: Botschaft - Spanien: Botschaft - Südafrika: Botschaft - Volksrepublik China: Botschaft |

### Vertretungen Internationaler Organisationen
- Europäische Union, Delegation

## Konsulate in Guinea-Bissau

### Generalkonsulate
- Kap Verde (Bissau)

### Büros und Vertretungen
- Deutschland, Verbindungsbüro (Bissau)